# Коммунар (Чечерский район)
Коммунар (бел. Камунар) — посёлок в Полесском сельсовете Чечерском районе Гомельской области Беларуси.
На западе граничит с лесом.

## География

### Расположение
В 11 км на северо-восток от Чечерска, 48 км от железнодорожной станции Буда-Кошелёвская (на линии Гомель — Жлобин), 76 км от Гомеля.

### Гидрография
На юге мелиоративные каналы, соединённые с рекой Колпита (приток реки Беседь).

## Транспортная сеть
Транспортные связи по просёлочной, затем автомобильной дороге Полесье — Чечерск. Планировка состоит из прямолинейной меридиональной улицы, к которой присоединяется переулок. Застройка двусторонняя, деревянная, усадебного типа.

## История
Основан в 1920-е годы переселенцами из соседних деревень на бывших помещичьих землях. В 1930 году организован колхоз. 7 жителей погибли на фронтах Великой Отечественной войны. Согласно переписи 1959 года в составе колхоза «Коммунар» (центр — деревня Полесье).

## Население

### Численность
- 2004 год — 3 хозяйства, 4 жителя.

### Динамика
- 1959 год — 92 жителя (согласно переписи).
- 2004 год — 3 хозяйства, 4 жителя.